# 真阳郡
真阳郡，中国南北朝、宋朝时设置的郡。
- 南朝梁置真阳郡，真阳郡属于土州，治所在石武（今湖北省随州市东）。永定元年（557年），南陈建立后，土州真阳郡被王琳辅佐的萧庄占据。永定三年（559年），王琳被南陈击败，真阳郡被北周占领，北周时，东永宁郡、西永宁郡、真阳郡合并为齐郡。
- 北宋宣和二年（1120年）赐英州郡名真阳郡，治所在真阳县（今广东英德市），属广南东路，辖境相当今广东省英德市。南宋庆元元年（1195年）升为英德府。